# 摂州合邦辻
『摂州合邦辻』（せっしゅうがっぽうがつじ）とは、文楽及び歌舞伎の演目のひとつ。安永2年（1773年）2月、大坂にて初演。上下二段続。菅専助、若竹笛躬の合作。現在は下の巻の「合邦庵室」が多く上演される。古くから伝わる「しんとく丸」や「愛護若」などの伝説をもとにしたもの。

## あらすじ

### 上巻
（住吉社の段）河内国の大名高安通俊の子息である俊徳丸は、摂津の住吉大社に通俊の妻玉手御前とともに通俊の代参として参詣していた。この玉手御前は通俊の後妻であり歳は二十前、俊徳丸はそれよりもひとつかふたつばかり年下の先妻の子であった。
ところで俊徳丸には腹違いの次郎丸という兄がいた。次郎丸は自分が先に生まれたにも拘らず、俊徳丸が正室の産んだ子ということで嫡子と決まっていたのを不服とし、家老の壺井平馬とともにこれを覆そうと企んでいた。かねて平馬が呼び寄せていた浪人の桟図書も入れて三人は、俊徳丸を害する相談をするため人目を避けて一旦立ち去る。
参拝を済ませ俊徳丸が境内の松原を歩いていると、松葉を掻く女が声をかけてくる。じつはこれは俊徳丸の言い名付け、和泉の長者の娘浅香姫であった。婚儀を前に待ちきれず、姿をやつして俊徳丸に会いにきたのである。俊徳丸はその志に感じながらも、今は父通俊が病気でもあるから会うのは待つようにいう。そこに浅香姫の家に仕える奴の入平とその女房のおらくが現れ、好いた同士構うことはなし、そこの奥にある茶屋で…と二人に勧めるところへ、玉手御前が腰元たちに酒肴を持たせてやってくる。入平夫婦は仕方なく浅香姫を連れて立ち退いた。
玉手御前はその場で酒肴を広げて腰元たちを遠ざけ、俊徳丸とふたりで酒を酌み交わす。俊徳丸は鮑貝の盃で酒を勧められる。ところが俊徳丸がその盃を飲み干すと、玉手はいきなり俊徳丸の手を掴んだ。驚く俊徳丸に、玉手はなんと俊徳丸への恋慕の心を打ち明けたのである。いかに血のつながりが無いとはいえ、親子のあいだでとんでもないことと俊徳丸は拒むが玉手は許さない。ついに俊徳丸はその場を逃れ、玉手も腰元たちが駕籠を用意し帰館をすすめるので、心残りながらも河内へと帰って行く。
入平おらくは浅香姫を連れて戻るが、俊徳丸はもういない。すると次郎丸が手下を率いて現れ、浅香姫は俺の嫁といって姫を攫おうとするが、入平とおらくが次郎丸たちを追い払った。
（高安館の段）住吉より帰ってのち、俊徳丸は大病を患い父通俊と医者のほかは面会を許さぬありさまであった。そんなときに都から勅使が高安家を訪れる。勅使高宮中将は朝廷が、通俊のかねての願いの通り俊徳丸の家督相続を許したので、俊徳丸は当家に蔵する継目の綸旨を持って直ちに都へ上り参内せよという。継目の綸旨は家督を継いだ証しとして必要なものであった。だが俊徳丸は重病である。通俊たちはとりあえず綸旨だけを高宮中将へ渡すことにし、俊徳丸の上洛は待ってもらう事にした。人々はいったん奥へ入る。
一室より俊徳丸が出てくる。病というのはじつは癩病で、俊徳丸はその容貌も変わり果ててしまったのだった。俊徳丸はおのれの身の上を悲観し一旦は自害しようとも思ったが、親に先立ち死ぬのも不孝、しかしこの病では跡目を継ぐ事もかなうまい。この上は腹違いの兄である次郎丸に家督を継いでもらい、自分はこの家を出て行こうと決意し、書置きを残して出て行こうするところに玉手御前があらわれる。自分も一緒に連れて行ってと付きまとい俊徳丸を放さないので、俊徳丸はやむを得ず玉手をそこにありあわせた綱で縛り、そのまま裏門から出て行った。
高安家の執権誉田主税の妻羽曳野がそこに出合わせ、玉手の戒めを解き大声で人々を呼ぶ。書置きを読んで通俊や羽曳野は嘆くが、次郎丸たちは思い通りと心の中でほくそえんだ。高宮中将も出てきて、この上は次郎丸が都に上り跡目を継ぐのがよかろうという。通俊は誉田主税が帰国次第、ただちに次郎丸を上洛させることにしたので、高宮中将は継目の綸旨とその返答を持って都へと帰っていった。
日も暮れて雪が降り出し、庭に白く積もる。その中を館から密かに抜け出そうとする女の前を、傘をかたげる羽曳野がさえぎる。女は俊徳丸のあとを追おうとした玉手御前であった。
玉手御前はもとは名をお辻と言い、先の奥方すなわち俊徳丸の生母に仕える腰元だったが、その奥方が亡くなると通俊に望まれてその後妻となり、名も玉手と改めたのだった。その玉手が以前より俊徳丸に邪恋を抱いていたことを、誉田主税と羽曳野はうすうす気付いていた。腰元風情が奥様と呼ばれる立身をしたにも拘らず、通俊様を裏切って俊徳丸に惚れ口説こうとは人でなし、犬猫も同然と羽曳野は玉手をさんざんに罵る。だが玉手と争ううち、羽曳野は当て身を食らって倒され玉手はその場を走り去った。そこに誉田主税が帰国し、羽曳野から事情を聞く。主税は、俊徳丸と玉手の事も気がかりだが、まずは勅使の高宮中将に不審ありとしてそのあとを追って行く。
（龍田越の段）河内から都へと向う途中の龍田山の山道に次郎丸と壺井平馬、そして高宮中将が供を遠ざけて話をしている。都からの勅使高宮中将とは、じつは桟図書であった。次郎丸と平馬は継目の綸旨をひとまず図書に預けておくことにし、その場を去る。すると今度は誉田主税が来て勅使が偽者であることを見破り、継目の綸旨も取り返す。図書は主税に斬りかかるが討たれ、次郎丸の手下たちも出てきて主税に襲い掛かるが、主税は難なくこれらを退けるのであった。

### 下巻
（四天王寺南門の段）俊徳丸が家を出て、一年ほどが過ぎた。俊徳丸が高安家を出たと聞き浅香姫もその行方を尋ねに家出してしまったので、入平おらくの夫婦は俊徳丸と浅香姫を探しに方々を廻っていた。ふたりは大坂四天王寺の南門前で、近くの万代池に俊徳丸らしき人物がいると聞きそこへ向う。
（万代池の段）その万代池のほとり、筵小屋を建てて里の人々の情けに縋りながらようよう暮らしていたのは、やはり俊徳丸であった。今はもう目も見えず、竹を杖としてよろよろと歩きながら小屋に入る。
そのあと道心の合邦が、大きな閻魔王の頭を車に乗せて引きながらやってきた。合邦はこの近くに閻魔堂を建立しようと志しており、鉦を叩き地獄極楽について面白おかしく説きながら建立の寄進を募る。人々はその面白さにともに踊り唄い、最後は銭を抛って去っていった。合邦は銭を集めると草臥れが出たと、車の上でごろりと横になり眠ってしまう。
夕暮も間近となり、俊徳丸は小屋を出て西に向い手を合わせていると、そこに浅香姫が通りかかる。だが姫は目の前にいるのがそれと気付かず、俊徳丸のことを尋ねる。俊徳丸は自分のことをなおも思う浅香姫の心根に感じるも、このまま自分のことを明かさずに国許へ帰そうと思いつつ、つい涙をこぼす。浅香姫はそれをみて、もしや俊徳丸様かと問うがいやそうではない、じつはお尋ねの俊徳丸はこのあいだまでここにいたが、自分の身の上を悲しんでついにこの万代池に身を投げてしまった…と俊徳丸は嘘をついた。自分のことを諦めさせようとしたのである。
はたして浅香姫はひどく嘆いたが、やがて万代池に自らもと、身を投げようとする。俊徳丸はそれを必死になって止め、致し方なくさらに嘘を重ねてしまう。さきほどこの池に身を投げたというのは嘘、じつは俊徳丸は五日前に西国三十三所へと巡礼に旅立った。もし自分の妻だと尋ねてくる人がいたならば、万代池に身を投げて死んだと伝えるよう頼まれていた。またその人には自分のことは忘れて他の人と結婚し、幸せに暮らしてほしいともいっていたと。そういいながら俊徳丸の胸もはりさけそうであったが、それをこらえて姫を残し、ひとり小屋の中へと入った。
浅香姫は、自分がこの世で夫と定めたのは俊徳丸様ただひとり、それなのに他の人と結婚して幸せに暮らせとはあまりにひどいと嘆き悲しむ。そこに入平夫婦が来て姫を見つけ安堵するが、浅香姫が泣きながら今の話をすると最前聞いた話と食い違いどうもおかしい。ではこれより俊徳丸様を探しに行こうとわざと大きな声を上げ、その場を立ち去るように見せかけて近くの物陰に三人は隠れる。
しばらくして俊徳丸は、小屋の中からまろびでた。浅香姫に名乗らなかったのは、あの玉手御前が自分の居場所を聞きつけて現れるのを恐れ、またこうした病に罹ったのも前世からの因果と思い仏道に入らんとしたがため。しかし自分がついた嘘でこれから方々を訪ねまわるであろう浅香姫のことを思うと、あまりに不憫と声を上げて泣く。だが物陰からもわっと泣く三人の声。俊徳丸は、聞かれていたのかとその場を逃げ出そうとするが、浅香姫は名乗らなかったのを恨み泣きすがり付いて放そうとはせず、入平もここを去って自分のしるべに移るよう勧めた。
だがそこに次郎丸が手下とともにやってきて、またも浅香姫を奪おうとする。入平おらくは手下どもを追い払うが、その隙に次郎丸が浅香姫を捕まえ、俊徳丸を足蹴にしてそのまま姫を連れて行こうとした。するとその後ろより、合邦が引きちぎった小屋の筵を次郎丸に頭から被せ押さえ込む。俊徳丸と姫に合邦は、とにかくこの場は逃げて俺の家にゆけというので、浅香姫は閻魔王の頭を乗せた車に俊徳丸を乗せ、自らそれを引いて逃げて行く。次郎丸はなおもふたりのあとを追おうとしたが、合邦に捕まって万代池に叩き込まれるのだった。
（合邦庵室の段）合邦の家では故人の弔いということで在所の人々が集まり、百万遍の念仏をおこなっているところである。念仏が終わり、みな合邦とその女房が世話をして酒や膳の料理を飲み食いしたあと帰っていく。合邦と二人だけとなった女房は、河内の国の大名の奥方にならなければ、こんな死に目に会う事もなかったのにと涙をこぼす。じつは故人とは玉手御前のことで、合邦と女房のふたりは、玉手の父母であった。
玉手が俊徳丸に不義を仕掛けて逐電したことを、両親はすでに耳にしていた。武家の掟では玉手のようなことをしてただで済むわけが無い、きっと主の高安殿が討手をさしむけ、とっくにその手にかかって死んでいるに違いない。そう思って戒名も用意し、人々を集め百万遍の念仏もして弔いをしたのだった。だが…
夜も更けて、その夜道を頬被りをして合邦の家に向い歩む者がいる。それは合邦夫婦が死んだと思っていた玉手御前であった。だがそのあとをさらに、入平おらくのふたりが気付かれぬようつけている。玉手が家の門口にまで近づく様子をみて、入平とおらくは近くの物陰に隠れた。
家の中にいる合邦に「かかさん、かかさん」という声が聞える。確かに今のは娘の声、まだ生きていたのかと合邦はびっくりする。母も声に気付き娘が生きていたと喜んで中に入れようとするが合邦が止める。そこにいるのは玉手こと娘お辻の幽霊であろう、高安殿が娘をそのまま生かしておくわけが無い。もし幽霊でなくば自分が代わって娘を斬らねばならぬと。しかし玉手は中に入れてと表から声をかけ、母は幽霊なら世間にかまう事も無いとせがむのに折れ、結局玉手を家の中に入れたのだった。
母は玉手に、俊徳丸に不義を仕掛けて高安家を出たというのは嘘だろうと優しく尋ねた。だが玉手の口から出た言葉は、合邦夫婦を裏切るものだった。俊徳丸を思って館を出たというのは本当のこと、この上は俊徳丸を探し出し、夫婦となれるように親の慈悲ではからってほしいというのである。あまりのことに怒ることもできず呆れる母親。と父親の合邦は、納戸から刀を引っさげて出てきた。
合邦の父は青砥藤綱という世に廉直な名君として知られた武士であった。藤綱の死後は合邦も、親の陰を以って大名となっていたが、侫人の讒言によりその地位を失い、今では頭も丸めて合邦と名乗る世捨て人である。その親譲りの廉直でもって生きてきたはずなのに、おまえのような人の道も女の道も踏み外した娘を持ったかと思えば、その無念さに体も砕けるような思いだと合邦は激昂する。だが先の奥方が亡くなった折、高安殿は娘お辻を後妻にと望んだが、たって本人が辞退したのに後添えにしたので、自分が無理を通したからこんな事になったのだと悔やみ、その命を助けたのに違いない。それをこの上まだ俊徳丸様と夫婦にしてくれというのを生かしておいては、先方に対して義理が立たぬと、合邦は玉手を斬ろうとする。母は剃髪させ尼にさせるからと合邦を止めるが玉手はそれを聞くと、尼になれとはいやなこと、これからは武家風ではなく色町風に身なりを派手に改めれば、俊徳丸も惚れ直すだろうと言い出す。合邦はさらに怒って斬ろうとするが、母がとっくりと言い聞かせるからどうか待ってと必死に頼むので、合邦はしかたなくひとまず家の奥へと入り、母とそれに手を引かれる玉手も続いて奥へと入った。
一間より、それまでこの場の様子を伺っていた俊徳丸と浅香姫が出てくる。ふたりは合邦の言葉通りここに逃れていたのだった。だが玉手御前が来たからにはもうここにはいられない、早く出ようと浅香姫はいう。そのとき表の戸口より、入平が声をかけてきた。人づてに俊徳丸と姫がここにいるのを入平夫婦は聞いてきたのであったが、玉手の姿を見かけて様子を伺っていたのである。次郎丸に知られぬうち、すぐにここを立つよう入平は俊徳丸と姫に表から呼びかける。その時、玉手が奥から出てきた。
玉手は俊徳丸に再会できたのを喜びすがりつくが、俊徳丸はこの病となって姿かたちも変わり、盲目にもなったのを見てもまだ愛想が尽きないか、道をも恥をも知り給えと涙ながらに意見する。だが玉手は、俊徳丸がその病となったのは自分が仕組んだことだというのである。
去年住吉大社に代参として俊徳丸とふたりで赴いたとき、鮑貝の盃で酒を飲ませたが、その鮑貝に病を発する毒薬を玉手は仕込んでいた。それというのもわざと醜い姿にさせて、浅香姫が愛想をつかすようにし、おのれの恋を成就させるためだったのだと。俊徳丸はこれを聞き、あまりの無念さに涙を流すばかりである。
浅香姫は涙が出るのを通り越して怒り、俊徳丸に寄る玉手を突き退け、元の姿に戻して返せと迫る。しかし玉手はすっくと立ち上がり、もうこの上は俊徳丸を連れ退いて恋の一念通さずにおこうか、邪魔しやったら蹴殺すぞと俊徳丸の手をとって連れて行こうとし、それをささえる姫を踏み飛ばし蹴飛ばすという嫉妬の乱行、内の異常な様子は入平たちにも知られて踏み込もうとするが、戸締りがしてあって入れない。だがついに、入平おらくが戸を壊し中に入ったのとほぼ同時に、合邦が手にした刀に玉手は脇腹を貫かれた。
そこに母も出てきて皆この有様を見て泣くが、合邦は激怒して大悪人め魔王めと、罵りながらなおも刀で玉手の脇腹をえぐる。だが玉手はその手を押さえ、刀が刺さったままで意外なことを物語った。
次郎丸は俊徳丸より先に生まれながら、側室の子ということで嫡子にはなれなかったのを恨み、壺井平馬と心を合わせ俊徳丸を殺そうとする相談を玉手は偶然聞いてしまった。義理の子とはいえ俊徳丸をむざむざと殺させるわけにはいかぬ。そこで俊徳丸が家督を継がねばそれはとりあえず逃れられるから、わざと心にも無い不義を言いかけ、毒の入った酒を飲ませ病にしたというのである。だがそれならその次郎丸の悪事を、通俊様にそのまま告げればよかったではないか。そうすれば不義を仕掛ける事も病にさせる事もなかったはずだと合邦は信じようとしない。玉手はさらにいう。もしそれを通俊様に話していたならば、次郎丸は家中を乱す謀反人として処刑されただろう。自分は次郎丸から見ても継母であり、それを死なせては今度は次郎丸の生母に対して申し訳が立たない。この上は自分が悪人となって一切を引き受け、俊徳丸も次郎丸もその命を助かるようにしたのだと。
人々の疑いは晴れた。だが合邦は、それが本心というのなら、なぜ俊徳丸のあとを追って高安家を出たのかとなおも尋ねる。すると玉手は、俊徳丸の病を治すためには自分の生血が必要だからという。玉手は毒薬を調合した医者から、その病を治す方法を聞いていた。それは毒を飲ませた鮑貝に、寅の年寅の月寅の日寅の刻に生まれた女の肝の臓の生血を注ぎ飲ませれば、たちまち病は本復するのだと。そして玉手こそは寅の年月日刻の揃った生まれだったのである。ここまで語ってお疑いは晴れましたかという玉手に、合邦は自分のしたことを悔やみ泣くばかりであった。俊徳丸をはじめとする人々も、玉手のかかる最期を嘆いた。
玉手は合邦に、自分の鳩尾を刀で裂いて血を採るように頼むが、悪人と思えばこそ、その体に刃物も立てたが、そうではないとわかってはためらって出来ない。玉手はしびれを切らし、ならば自らがと懐剣で鳩尾を裂こうとする。合邦はしばらく待て、同じことなら息のあるうちに、玉手が極楽往生叶うよう百万遍の念仏をさせてくれという。皆は玉手の廻りを取り囲み、合邦は鉦を叩いて百万遍の念仏をとなえはじめる。やがて玉手はそのなかで自ら鳩尾を裂き、鮑貝にその血を注いだ。そして俊徳丸がそれを飲むと不思議やたちまちに、以前と変わらぬ美しい姿に戻り目も見えるようになったのである。その姿を一目見て玉手は絶命し、人々はその死骸にすがって泣くのであった。
玉手の母はその場で髪を切り、娘玉手の菩提を弔うため尼となることを誓うと、俊徳丸は義理の母玉手より受けた恩を報ぜんと、玉手の母を住侶としてこの地に寺を建立し、寺の名も月江寺と名付けようと述べた。合邦も閻魔王の頭をこの家に安置してそのまま辻堂とし、娘があの世で地獄の責め苦にあわぬよう祈ろうという。そこへ誉田主税が次郎丸と壺井平馬を縛り上げて引出し、ふたりの悪事が露見したことを告げる。俊徳丸は、玉手の遺志により次郎丸の命は助けるように言い、悪の根元はこの平馬と、入平がその首を討ち落としてお家は安泰となるのであった。（以上あらすじは、『日本名著全集第七巻　浄瑠璃名作集 下』所収本文に拠った）

## 解説
歌舞伎、文楽ともに人気演目のひとつであり、義理の母親が血の繋がらぬ息子に対して恋慕するという設定についても、いくつかの先行作に例のあることがすでに指摘されているが、上のあらすじでも紹介したように全体を通して見れば、内容としてはお家騒動物に分類すべき演目であるといえる。いずれにしてもその物語の骨子は、謡曲の『弱法師』や説教浄瑠璃の『しんとく丸』に基づくものである（俊徳丸の項参照）。作品の舞台となっている合邦が辻の閻魔堂、最後に名の出てきた月江寺は現在も大阪四天王寺の近くにそれぞれ残る。多くの浄瑠璃作品が初演後ほどなく歌舞伎に移し替えられたが、本作が歌舞伎の舞台に取り上げられたのは極めて遅く、江戸時代には天保以降から上方を中心に「合邦庵室」の場が上演されており、明治初期に二代目坂東秀調が演じて辛うじて残されたとされている。玉手の型は秀調から大阪、東京へと受け継がれる。即ち、前者は中村伝五郎を経て三代目中村雀右衛門さらに三代目中村梅玉へ、後者は七代目市川中車経由で六代目尾上菊五郎へと伝わった。ただし五代目中村歌右衛門は伝五郎と中車双方から意見を聞き、古資料も参考にして玉手を演じている。
初演以降「合邦庵室」ばかりが上演されていたが、昭和43年（1968年）に国立劇場で歌舞伎による通しの上演が行なわれて以来、歌舞伎では「合邦庵室」を一幕物として上演するほかに、通し狂言のかたちで数度上演されている。なお嘘と不倫の恋がテーマの芝居なので、「道徳観念を根本から破壊する」として大正時代末期に上演禁止となったことがある。
玉手御前が義理の子である俊徳丸に恋慕するということについては、これを語る義太夫の太夫や演じる役者によって、また諸書において色々と解釈の分かれるところである。「合邦庵室」で最後に打ち明けたように、玉手が見せた俊徳丸への恋慕とはあくまでも俊徳丸を守るための偽りであったという解釈、また一方では本心から俊徳丸に惚れていたという解釈もある。豊竹山城少掾は「いうまでもなく玉手の邪恋は最初から企んだ計画」、すなわち偽りであると述べている。歌舞伎においては二代目秀調の演じた玉手がこの芝居の型の源流となっているが、その型をおおむね受け継いだ三代目中村梅玉、また五代目歌右衛門と六代目中村歌右衛門は、偽りだったという前者の解釈を採って玉手を演じている。一方六代目尾上菊五郎は昭和16年（1941年）6月の東京劇場で玉手御前を演じるにあたり、台本や演出を原作の浄瑠璃に沿って改めている。この六代目の作った型は七代目尾上梅幸にほぼ受け継がれたが、七代目梅幸は「玉手が本当に俊徳丸に恋しているかどうかというのはよく問題になりますが、僕は恋していると思います。年齢的にいっても大した違いはないのですから、恋していても不思議はない」と述べ、真実惚れていた心底を隠して母の愛を重心に置くのだという解釈で演じていたという。
現在は文楽歌舞伎いずれも「合邦庵室」の場面が上演されるのがもっぱらであるが、原作の浄瑠璃と現行の文楽・歌舞伎とでは、その内容に違いがある。それを細かくあげればきりが無いが、見た目の大きな違いをいえばおらくが登場しないこと、原作では最後に次郎丸と平馬が主税に引出されて平馬は首を討たれるが、現行の文楽と歌舞伎ではそれらは出てこないといったことがある。尤も歌舞伎では俊徳丸が鮑貝の血を飲んだあと、その面相を変えるつなぎに平馬が現れ、浅香姫を奪おうとして入平と立ち廻りになるという入れ事が古くにあったが、現在は行なわれていない。幕切れに玉手が、「吹き払ふ迷いの空の雲晴れて蓮のうてなに月を見るかな」という歌を詠んで事切れるのは歌右衛門系の型である。またほかにも歌舞伎では、俊徳丸と浅香姫の出のときに入平が表から登場してそのまま中に入り、ふたりを連れて行こうとするが結局玉手に追い出され、中に入れないように玉手が簪または笄で戸締りをするという段取りになっているが、原作と文楽では上でも紹介したように最初から戸締りがしてあって入れず、玉手が合邦に刺される段になってやむなく戸を壊し中に入る（ただし現行の文楽でもおらく抜きである）。玉手の母は原作では名が無いが、歌舞伎では「お徳」という名がついている。
原作の浄瑠璃では玉手について、「十九（つづ）や二十（はたち）」とあり、玉手の年齢が当時の数え年で二十前ということが知られるが、現行の文楽・歌舞伎ではそれらの文句やせりふを敢えてカットし、およそ三十代というつもりで演じられるのが普通である。その理由について五代目歌右衛門は、「三十歳前後の心でないと、あんな分別のある台詞は言えないと思います」という。「あんな分別のある台詞」とは、合邦に斬られてのち仔細を打ち明けるくだりである。また「その方が、邪恋の妖しい恋情や、情欲に狂う女の効果が出せるし、多くヴェテランの相当の年配の立女形の役として好都合でもあるからだ」（加賀山直三）という意見もある。しかし八代目竹本綱太夫は、三十過ぎではなく俊徳丸とは歳の近い二十前にしたほうが、その若さゆえに異様ともいえるほどの自己犠牲が出来るのだと解釈している。なお浅香姫については、原作では十六歳とされている。

## 「合邦庵室」の玉手御前
玉手登場のきっかけとなる「しんしんたる夜の道」の浄瑠璃の前に、母親が門口の高灯篭に灯を入れる件りがある。故人の魂を迎え入れるための侘しい灯りを頼りに、玉手が門口にやってくるのも暗示的で、優れた演出である。「気は烏羽玉の玉手御前、俊徳丸の御事を」で玉手が花道から静かに登場し、「訓れし故郷の」で揚幕を振り返って長い道のりを表現する。なお六代目菊五郎は舞台を半廻しにして玉手の存在を強調する演出をとり、これは七代目菊五郎にも伝わっている。
玉手の出は黒（または茄子紺）の地に裾模様の着付、勝山風の丸髷で御高祖頭巾または右袖をちぎって作った袖頭巾で顔を隠すことで、曰くのある人物像を作っている。ただし浄瑠璃の本文には「人目を包む頬被り」とある。五代目歌右衛門は「不用意に館を抜出た女であり、人に顔を見られるのを厭がって、急場の事で仕方なく片袖をちぎって顔を包む…という自然の行き方に解釈したのです」として片袖にしており、息子の六代目歌右衛門にもこの片袖は受け継がれているが、これは古くは庵室の場の前に、玉手が悪人から逃れるだんまりの場があったからではないかともいわれている。ちぎった側の袖が赤いのは、これは襦袢ではなく上着の裏地を残して見せたものであり、前述の高灯籠の灯に相対し魂火を象徴する演出である。六代目菊五郎は三代目梅玉と同じく御高祖頭巾を用い、片袖は母親に奥へと引き込まれる際に取れる段取りにしていた。
庵室の山場は、「玉手はすっくと立ち上がり」以後、嫉妬に狂う玉手の件りである。右肌を脱いで白無垢の襦袢を見せ、浅香姫をはねのけ髪を捌き、入平を表へ追い出し戸を閉て切って「怒れる目元は薄紅梅」という浄瑠璃の文句で見得を切り、さらにそのあと左手で俊徳丸の手をとり右手で懐剣を構えて姫を睨み、姫は海老反りで決まる。以上のような「嫉妬の乱行」と呼ばれる玉手の演技は周囲を圧倒させる芸力が求められ、女形ながらも力の入る場面である。なお文楽では玉手が姫を引きずりまわし、平手打ちを連発するという凄まじさである。この破壊的な件りがあって合邦が玉手を刺したのち、玉手の上着の赤い裏地が傷口を表し、白の襦袢が血糊を強調する視覚的な効果をあげるとともに、悲痛なもどりとなる劇的効果が生まれるのである。
「もどり」になってからの玉手が本心を明かす台詞は極めて長く（舞台では原作をかなりカットしているが）、台詞術に長じていないとだれてしまう恐れがある。この点では六代目歌右衛門でも難しかったとされている。またこの時は床のメリヤスに篠笛を吹かせる抒情的な伴奏が効果的である。なお原作では仔細を打ち明けたあと、玉手が俊徳丸に夫通俊へ自身の潔白と次郎丸の命を助けるよう伝えるのを頼み、さらに以前腰元であった自分の身を省みて、主君のために命を捨てるのは武家では身の誉れであるという悲痛な台詞を言うが、現行の文楽と歌舞伎ではカットされている。父の涙ながらの念仏のうちに鳩尾を切り裂く件りでは、浄瑠璃が悲しみを湛えた調べを奏でて効果をあげている。